# Хібіни (комплекс радіоелектронної протидії)
«Хібіни» (виріб Л-175, рос. Хибины) — радянський/російський багатофункціональний бортовий авіаційний комплекс радіоелектронної боротьби, який здатний ставити потужні шумові перешкоди, вести радіотехнічну розвідку, а також захищати не лише окремі машини, але і здійснювати груповий захист. Створений в рамках дослідно-конструкторських робіт (ДКР) «Хібіни» Калузьким науково-дослідним радіотехнічним інститутом (Росія). Головний конструктор комплексу — Олександр Семенович Ямпільський (рос. Ямпольский).
Комплекс призначений для захисту літаків від авіаційних та протиповітряних засобів ураження шляхом радіопеленгації зондувального сигналу РЛС супротивника, з подальшим спотворенням параметрів відбитого сигналу, а саме для:

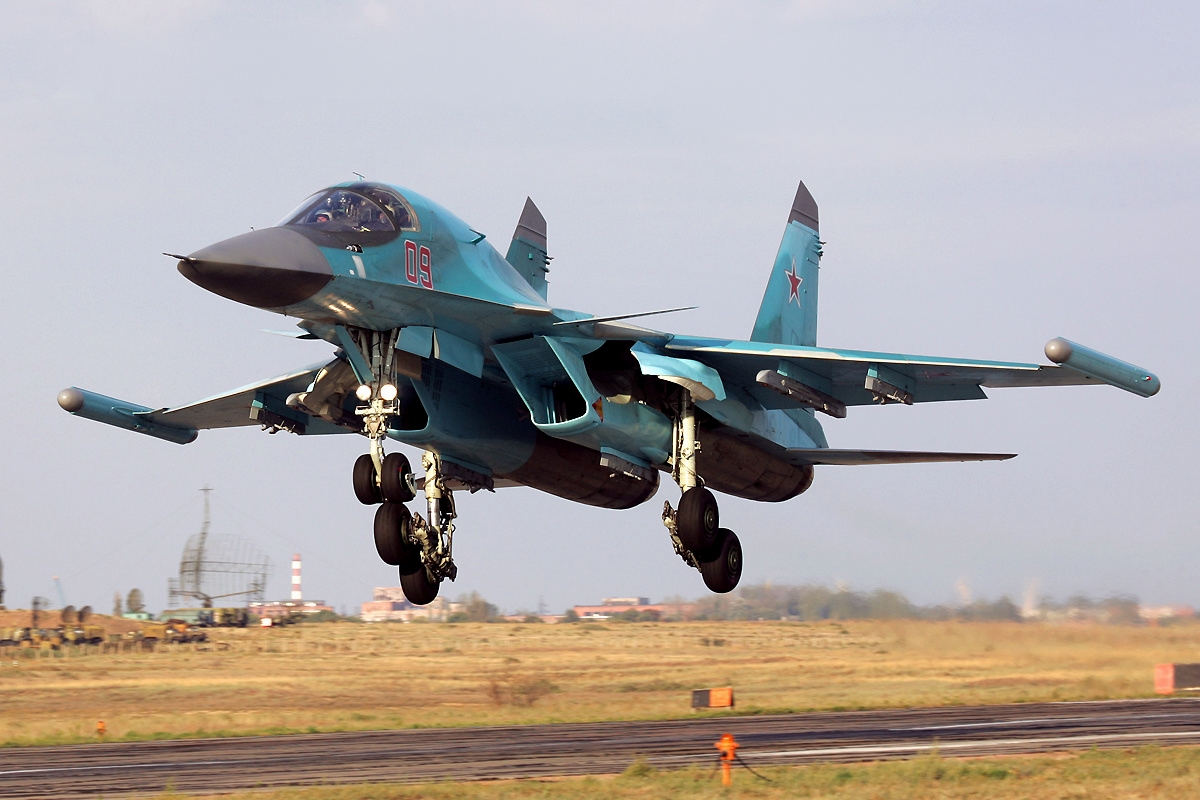
Су-34 із зовнішніми модулями «Хібіни» на законцівках крил

- затримки виявлення літака-носія як об'єкта атаки противника;
- маскування справжнього об'єкта на тлі хибних;
- ускладнення вимірювання дальності до об'єкта, його швидкості та кутового положення;
- погіршення характеристик режиму супроводу «на проході» при скануванні променя антени БРЛС;
- збільшення часу та ускладнене захоплення об'єкта під час переходу в режим безперервної радіопеленгації.

Комплекс виробляється в кількох модифікаціях, як у вигляді контейнерів зовнішньої підвіски, так і у вигляді стаціонарної апаратури, що вбудовується. Комплекс обмежено постачався на експорт.
Орієнтовна вартість одного контейнерного комплекту Л175В становить 123 млн рублів (у цінах 2013 року).

## Історія

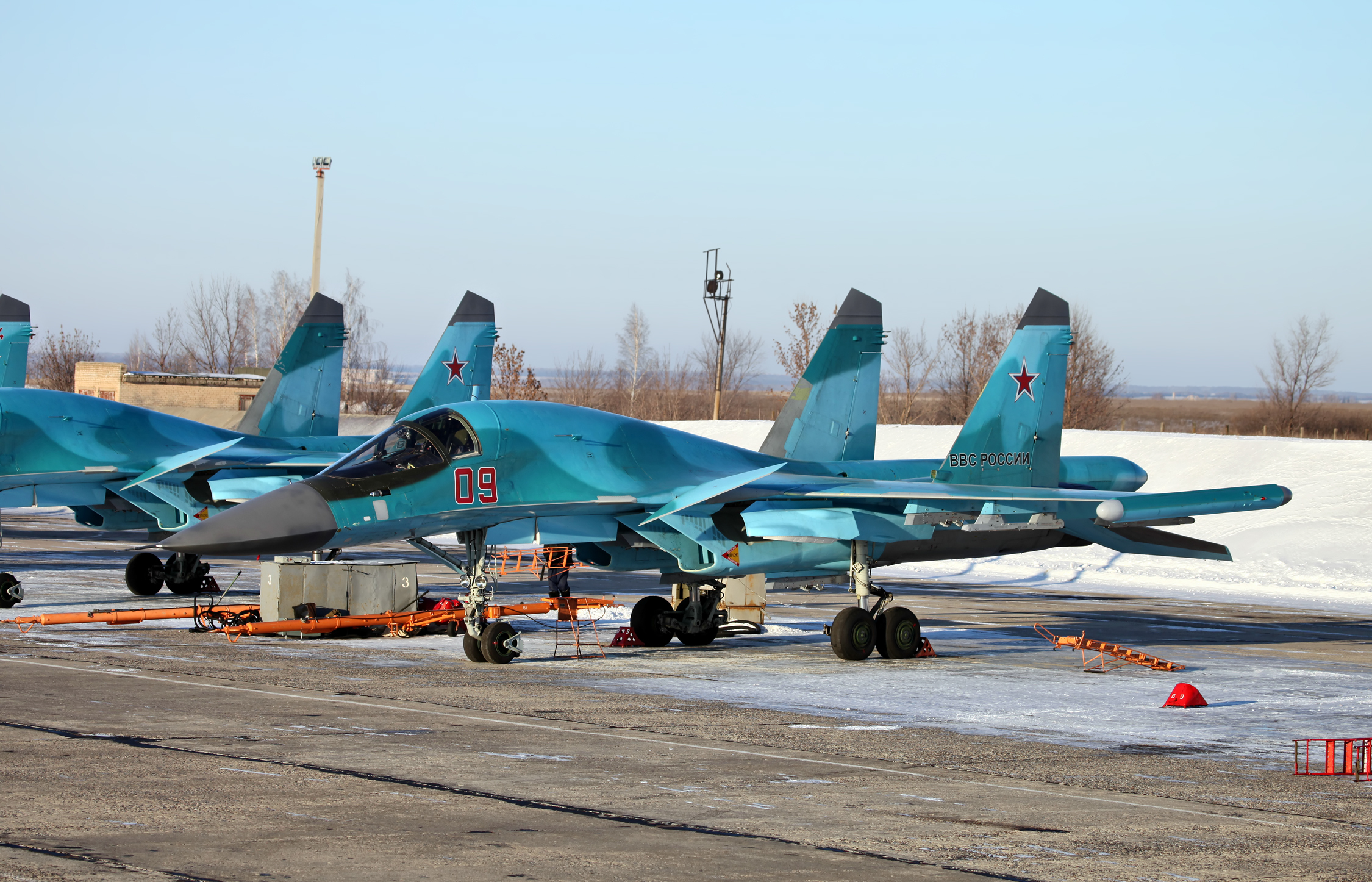
Крилевий модуль КРЕП «Хібіни» на Су-34

Перші роботи, пов'язані зі створенням КРЕП «Хібіни», розпочалися у Калузькому науково-дослідному радіотехнічному інституті (КНІРТІ) у 1977 році. Планувалося створити уніфікований комплекс радіоелектронної протидії для всіх родів військ, де в завданнях КНІРТІ стояла розробка блоків апаратури радіотехнічної розвідки (РТР) «Проран» та станції активних перешкод (САП) «Регата», що було успішно завершено захистом науково-дослідних робіт у 1980 році.
У 1982 році КНДРТІ було доручено виконання дослідно-конструкторських робіт (ДКР) спочатку з «Проран» і «Регатою», а потім і з КРЕП в цілому, куди увійшли багато напрацювань з суміжних тем (у тому числі використовувався напрацьований досвід з розробки САП « Сорбція», яка планувалася до встановлення на Су-27). Започатковані ДКР з авіаційного комплексу РЕП, що отримав назву «Хібіни», покликані були об'єднати всі блоки, забезпечивши їх тісну взаємодію з літаковим бортовим радіоелектронним обладнанням (БРЕО).
Перші зразки «Хібін» за своїми масогабаритними параметрами не підходили для встановлення на літак Су-27. Для вирішення цієї проблеми КНІРТІ налагодив тісне співробітництво з КБ Сухого, який працює під керівництвом Роллана Гургеновича Мартіросова. Спільна робота над інтегрованим у літак КРЕП (що отримав шифр «виріб Л-175В») мало була схожа на загальноприйняту в таких випадках практику. Зазвичай виробник апаратури видавав в авіаційне конструкторське бюро технічне завдання на розміщення виробу, представляв повний комплект конструкторської документації та видавав рекомендації щодо розміщення окремих частин з обмеженнями по довжині зв'язків між ними. В даному випадку апаратура «Хібін» відразу вбудовувалася в конструкцію літака, що розробляється. В результаті такого тісного співробітництва до кінця 80-х років перший етап ДКР був завершений.
У 1990 році перший зразок «Хібін» («виріб Л-175В») пройшов приймально-здавальні випробування, але у зв'язку з розпадом СРСР та подальше скорочення фінансування військових розробок подальші роботи над КРЕП значно сповільнилися. Поки виготовлялися дослідні зразки «Хібін» і йшла підготовка до натурних випробувань, виявилося суттєве відставання в роботі суміжних підприємств, які хоч і не виробляли обладнання, що входить до КРЕП, але воно було необхідне для випробувань, зокрема, це стосувалося до навігаційного комплексу та багатофункціонального дисплея штурмана, що входять до БРЕО літаків. До того ж з'ясувалося, що літаковий навігаційний комплекс нездатний через недостатню точність забезпечити роботу радіопеленгатора «Хібін». У результаті було прийнято рішення про роздільне проведення приймально-здавальних випробувань апаратури, що розміщується в контейнерах, і апаратури, що розміщується всередині фюзеляжу, з подальшим комплексним стикуванням апаратури виробу в цілому. У січні 1995 року було здійснено перший політ літака-лабораторії із встановленим комплексом радіоелектронної протидії «Хібіни». Відбулася серія успішно завершених випробувальних польотів, і в серпні 1997 року літаюча лабораторія зі встановленим КРЕП була передана до льотно-дослідного інституту імені М. М. Громова.
На МАКС-2013 між Міністерством оборони та КНІРТІ підписано договір зі створення модифікації КРЕП «Хібіни» для встановлення на багатоцільовий винищувач Су-30СМ під назвою «Хібіни-У». Су-30СМ, що брали участь в операції ВКС РФ в Сирії в 2015 році, обладнані комплексом «Хібіни».
18 березня 2014 був прийнятий на озброєння винищувач-бомбардувальник Су-34, оснащений комплексом радіоелектронної протидії «Хібіни» Л-175В. На липень 2017 року, за повідомленням представника концерну «Радіоелектронні технології», всі Су-34 ВПС Росії оснащені комплексом «Хібіни-10В».
Розроблено та запропоновано потенційним покупцям експортну модифікацію комплексу «Хібіни».

### Комплекс групової радіоелектронної протидії
Крім вбудованого комплексу радіоелектронної протидії у другій половині 1980-х років проводилися роботи над створенням додаткового складу «Хібіни», що нарощується, з 4-х підвісних контейнерів, покликаного захищати невеликі угруповання літаків. Для цього було запропоновано створити «Хибіни», які мали доповнювати функціональність основного комплексу. Планувалося підвішувати такі контейнери на літаки, що вилітають групою, де один із літаків групи був оснащений вбудованим комплексом КРЕП і виступав як основний.
11 квітня 2007 року було укладено контракт між Міністерством оборони та КНІРТІ на виконання дослідно-конструкторської роботи з розробки комплекту контейнерів радіоелектронної протидії для групового захисту Су-34 та інших літаків «фронтової авіації». Термін закінчення робіт за контрактом було встановлено 25 листопада 2012 року.

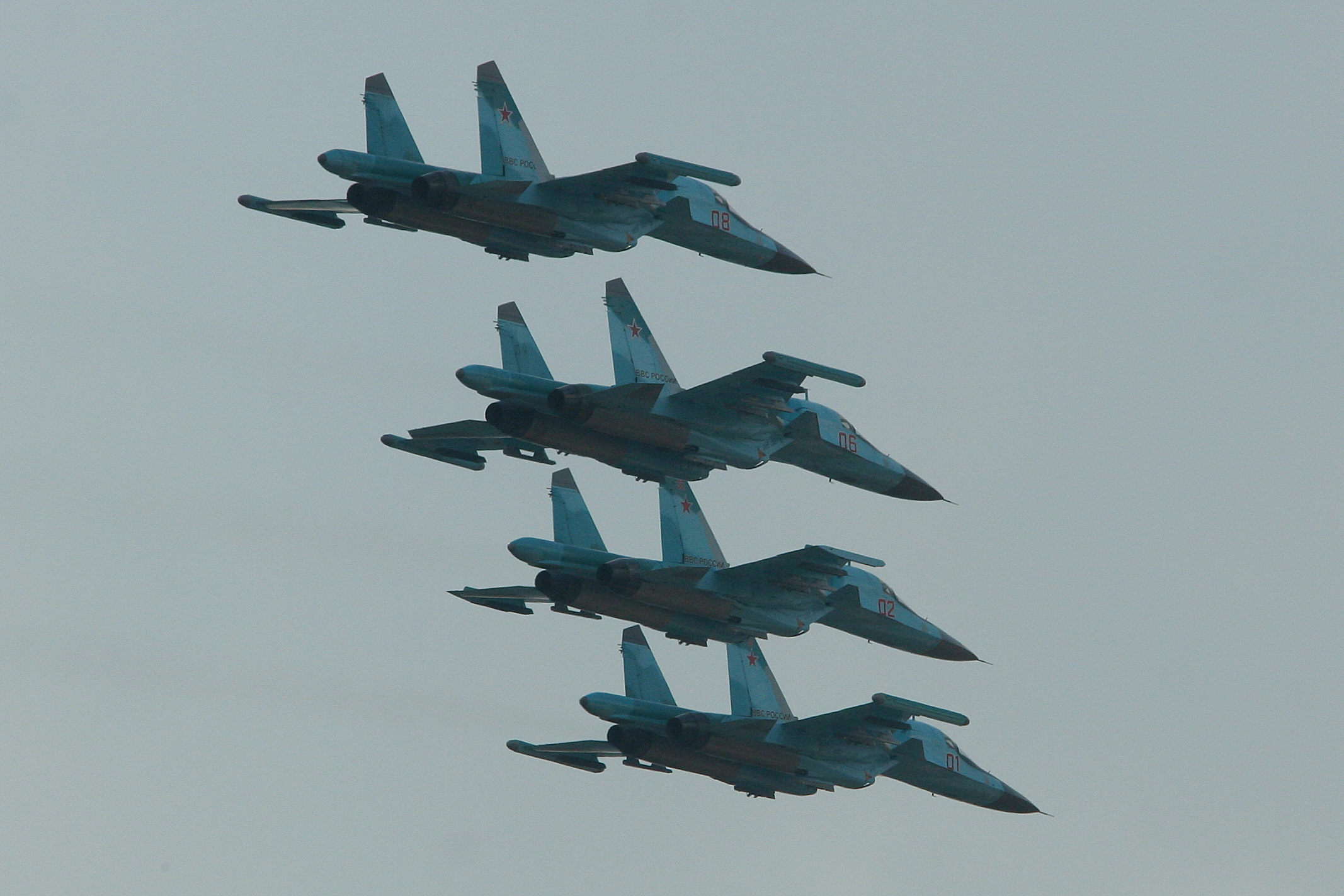
Груповий пілотаж Су-34. На 3-й машині (борт. 02) відсутні модулі КРЕП «Хібіни».

При складанні технічного завдання міністерством оборони було допущено помилку — не передбачено можливості використання КРЕП як об'єкт підвіски на літаках фронтової авіації, у зв'язку з чим виявилося неможливим виконати роботи за контрактом. Хоча провина була повністю на боці міністерства оборони, воно подало до суду на КНІРТІ про стягнення неустойки та відсотків за невиконаним контрактом. 19 жовтня 2012 року Арбітражний суд міста Москви відхилив цей позов. Пізніше це рішення було підтверджено: 24 січня 2013 року Дев'ятим арбітражним апеляційним судом і 17 травня 2013 — Федеральним арбітражним судом Московського округу.
Під час судового діловодства комплекс групової радіоелектронної протидії мав назву «Тарантул».

## Загальний опис системи
До складу комплексу радіолокаційної протидії «Хібіни» входять:
- система радіотехнічної розвідки (РТР)
- система постановки активних перешкод індивідуального захисту (САП)
- широкосмуговий блок точного запам'ятовування частоти (ТШ)
- обчислювальна багатопроцесорна підсистема
- контейнерна система постановки активних перешкод групового захисту

Як груповий захист до КРЕП «Хібіни», встановленому на основному носії, можуть підключатися додаткові модулі додаткового складу, що нарощується у вигляді контейнерів, що підвішуються на літаки групи. До складу нарощуваного складу входять:
- 2 модулі, робочий частотний діапазон яких збігається з частотним діапазоном «Хібін» основного носія, по суті, що представляють передавальні пристрої підвищеної потужності без власного блоку РТР
- 2 модулі з робочим частотним діапазоном, що відрізняється від частотного діапазону «Хібін» основного носія, з встановленим блоком РТР

Комплекс «Хібіни» не є приладом миттєвої дії, оскільки потрібен час для того, щоб об'єкт зміг подолати відстань, потрібну для успішної радіопеленгації координат джерела випромінювання зондувального сигналу.

### Основні модифікації
Система радіоелектронного придушення «Хібіни» створювалася на базі функціональних блоків базових конструкцій (ФББК), виконаних у рамках науково-дослідних робіт на тему «Проран» (розробка апаратури радіотехнічної розвідки) та НДР на тему «Регата» (розробка апаратури активних перешкод). В рамках дослідно-конструкторських робіт на тему «Хібіни» ДКР «Проран» та ДКР «Регата» були об'єднані.
Випробний виріб «Хібіни -10» (станція Л-175) розроблявся для розміщення на виробі Т-10 (виріб Т-10 — це літак Су-27). До 1990 року були готові два дослідні зразки комплексу.
Оскільки за своїми масо-габаритними характеристиками система Л-175 не могла розміститися всередині корпусу літака Су-27С, розпочато опрацювання її контейнерного розміщення на зовнішній підвісці, для чого був використаний один дослідний зразок станції Л-175. Контейнерна система отримала індекс Л-175В. Перший політ дослідного літака Т-10В (Су-34) із встановленою апаратурою Л-175В відбувся у січні 1995 року, після чого почалися приймально-здавальні випробування першого етапу.
Модифікації:
- «Хібіни-10В» / Л-175В — базова модифікація для оснащення літаків моделі Су-34.
- «Хібіни-10ВЕ» / Л-175ВЕ — експортний варіант системи «Хібіни-10В»
- «Хібіни-М» / Л-265 / Л-265М10 — комплекс РЕП літака Су-35С
- КС-418Е — станція перешкод для встановлення на експортні варіанти Су-24МК/Су-24МК2, проєкт не завершено.
- «Хібін-У» — вдосконалений варіант комплексу для установки на Су-30СМ. У серпні 2013 року підписано контракт, поточний стан робіт — невідомо.
- «Тарантул» — комплекс РЕП групового захисту, подальший розвиток комплексу «Хібіни». Відкритої інформації щодо суттєвих робіт немає.

## Бойове застосування

### Російсько-українська війна
В серпні 2022 року під час контрнаступу на Харківщині на околицях міста Ізюм українські військові виявили уламки російського Су-30СМ який мав бортовий номер 62 «Червоний» та реєстраційний номер RF-81773. На поширених фото видно майже неушкоджену частину САП-518ПСМ (правий контейнер) комплексу радіоелектронної боротьби САП-518 «Регата» (також відомий як «Хибины-У»).